# Simms (Montana)
Simms is een plaats (census-designated place) in de Amerikaanse staat Montana, en valt bestuurlijk gezien onder Cascade County.

## Demografie
Bij de volkstelling in 2000 werd het aantal inwoners vastgesteld op 373.

## Geografie
Volgens het United States Census Bureau beslaat de plaats een oppervlakte van
19,9 km², geheel bestaande uit land. Simms ligt op ongeveer 1088 m boven zeeniveau.

## Plaatsen in de nabije omgeving
De onderstaande figuur toont nabijgelegen plaatsen in een straal van 32 km rond Simms.